# Michel Chapuis
Michel Chapuis (Roche-lez-Beaupré, 18 de junio de 1941) es un deportista francés que compitió en piragüismo en la modalidad de aguas tranquilas.
Participó en los Juegos Olímpicos de Tokio 1964, obteniendo una medalla de plata en la prueba de C2 1000 m.

## Palmarés internacional
| Juegos Olímpicos | Juegos Olímpicos | Juegos Olímpicos | Juegos Olímpicos |
| Año              | Lugar            | Medalla          | Competición      |
| ---------------- | ---------------- | ---------------- | ---------------- |
| 1964             | Tokio (Japón)    | Medalla de plata | C2 1000 m        |